# Canon EOS 5D Mark III
Die Canon EOS 5D Mark III ist eine digitale Spiegelreflexkamera des japanischen Herstellers Canon, die im März 2012 in den Markt eingeführt wurde. Der Preis lag 2012 bei 3.300 Euro. Der Hersteller richtet sie an professionelle Nutzer. Sie wurde 2014 mit einem iF award ausgezeichnet.
Im September 2016 wurde das Nachfolgemodell Canon EOS 5D Mark IV eingeführt.

## Technische Merkmale
Die Kamera besitzt einen 22,3-Megapixel-Vollformat-CMOS-Sensor. Sie kann bis zu 6 Bilder pro Sekunde kontinuierlich aufnehmen. Videos kann sie in 1080p-Auflösung mit 23,976 (ATSC), 25 (PAL) oder 29,97 (ATSC) Bildern pro Sekunde aufzeichnen. Ebenso stehen die Auflösungen 720p und VGA zur Verfügung. Um die durch das FAT-Dateisystem vorgegebene maximale Dateigröße nicht zu überschreiten, werden Videos bei Bedarf in mehreren Dateien abgespeichert.
Der Belichtungsindex des Bildsensors beträgt in den Standardeinstellungen ISO 100 bis 25.600 und ist erweiterbar auf ISO 50 bis ISO 102.400.
Die Kamera besitzt im Weiteren folgende technische Merkmale:
- 61 Punkt-Messfelder
- 8,11-cm-(3,2")-LC-Display im 3:2-Format mit einer Auflösung von 720 × 480 Pixeln (1.036.800 Subpixel) bei 270 ppi
- Nutzung sowohl von CompactFlash-Karten als auch SD-, SDHC- oder SDXC-Speicherkarten in zwei unabhängigen Steckplätzen
- Sucher mit 100 % Bildfeld
- HDR-Modus
- DIGIC-5+-Bildprozessor
- für 150.000 Auslösungen ausgelegter Schlitzverschluss[2][5][6]
- abgedichtetes Gehäuse aus einer Magnesiumlegierung[2]

Eine Funkübertragung von Fotos ist mit dem optionalen Funkdateiübertrager (wireless file transmitter) WFT-E7 des Kameraherstellers möglich.

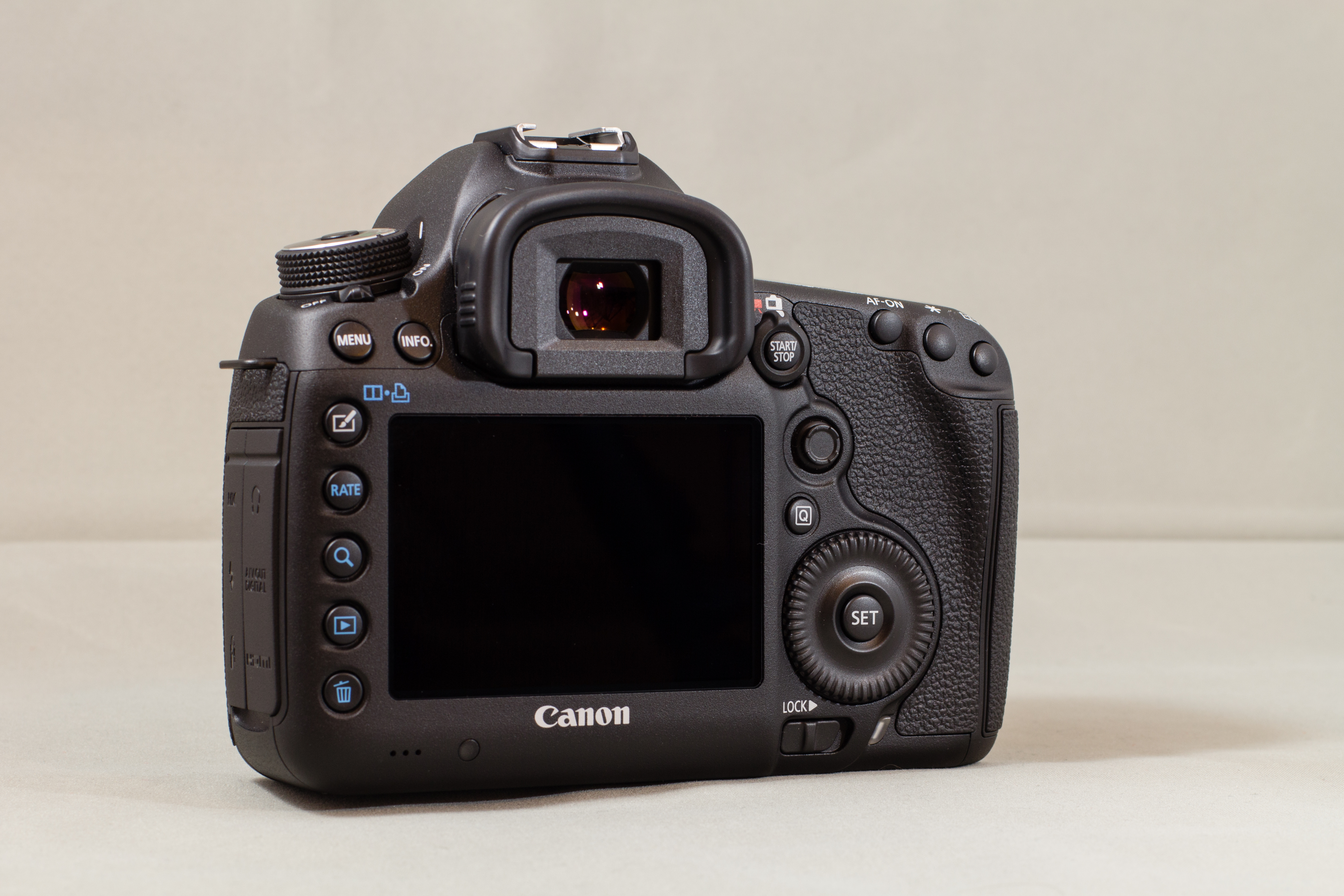
Rückansicht der 5D Mark III

## GPS-Anschluss
Als Zubehör bietet der Hersteller den GPS-Empfänger GP-E2 an. Bei dieser Kamera kann er wahlweise über den Blitzschuh oder über den USB-Anschluss direkt mit der Kamera genutzt werden. Die vom GPS-Empfänger ermittelten GEO-Koordinaten werden in den Exif-Daten der Fotos und Videos gespeichert (Geo-Imaging). Der im GPS-Empfänger eingebaute elektronische Kompass ermittelt die Blickrichtung, welche ebenfalls in den Exif-Daten der Fotos gespeichert wird.

## Einfuhrsteuer
Durch die Begrenzung auf eine Videomaximallänge von 29 Minuten und 59 Sekunden vermeidet der Hersteller eine Besteuerung des Geräts als Video-Kamera.